# Helicopsyche tapadas
Helicopsyche tapadas är en nattsländeart som beskrevs av Donald G. Denning 1966. Helicopsyche tapadas ingår i släktet Helicopsyche och familjen Helicopsychidae. Inga underarter finns listade i Catalogue of Life.